# Pamela Dunlap
Pamela Dunlap (San Francisco, California, 31 de diciembre de 1941) es una actriz estadounidense de cine y televisión.

## Filmografía

### Televisión
- 1967 - Ironside - Rosemary Dunne
- 1968 - The F.B.I. - Julie
- 1969 - The High Chaparral - Patricia Burnett
- 1970 - Gunsmoke - Ada/Ada Coleman/Susan Hurley
- 1983 - Three's Company - Lily
- 1984 - Happy Days - Doris Charles
- 1990 - Major Dad - Enfermera Collins
- 1993 - The Golden Palace - Ursula
- 1997 - Die Gang - Francis McGuire
- 2000 - Charmed - Janice
- 2002 - The Guardian - Agente Calfas
- 2004 - Law & Order: Criminal Intent - Prudence Sands
- 2004 - Law & Order: Special Victims Unit - Mrs. Elliot
- 2005 - Law & Order - Alice Crawford
- 2007 - Brothers & Sisters - Patricia Bower
- 2009 - How I Met Your Mother - Miss Cruickshank
- 2009 - Bones - Mrs. Jenkins
- 2010 - Mad Men - Pauline Francis
- 2011 - Hannah Montana - Mrs. Elderman
- 2012 - NCIS - Mamá

### Cine
- 1963 - Le temps des copains
- 1970 - Bloody Mama - Rembrandt
- 1981 - The Patricia Neal Story - Terapeuta
- 1982 - Víctims - Nina Blygelder
- 1984 - The Seduction of Gina - Annette
- 1985 - Amos - Leah
- 1986 - Pleasures - Elaine
- 1995 - The O.J. Simpson Story
- 1996 - For the Future: The Irvine Fertility Scandal - Maryann
- 2001 - I Am Sam - Grace
- 2004 - Mind the Gap - Elsa
- 2006 - Mystery Woman: Oh Baby - Mrs. Marris
- 2008 - Changeling - Mrs. Fox
- 2009 - Stolen Lives - Shelly
- 2010 - Good Luck Charlie, It's Christmas! - Sue

- Datos: Q6059283